# Football Club des Girondins de Bordeaux 2021-2022 (femminile)
Questa voce raccoglie le informazioni riguardanti la squadra femminile del Football Club des Girondins de Bordeaux nelle competizioni ufficiali della stagione 2021-2022.

## Maglie e sponsor
la tenuta di gioco è la stessa indossata dalla squadra maschile del Bordeaux. Lo sponsor tecnico per la stagione 2021-2022 è Adidas mentre lo sponsor ufficiale è Bistro Régent. La prima tenuta è blu a tinta unita tranne per il colletto bianco, gli inserti bianchi su maglia e calzettoni e una V bianca sul petto.
| Casa | Trasferta |

## Organigramma societario
Area tecnica
- Allenatore: Patrice Lair
- Vice allenatore:
- Preparatore dei portieri:
- Preparatore atletico:
- Medico sociale:
- Fisioterapista:
- Coordinatore:

## Rosa
Rosa, ruoli e numeri di maglia come da sito ufficiale e footofeminin.fr, aggiornati al 31 gennaio 2022.
| N. |                        | Ruolo | Calciatrice              |
| -- | ---------------------- | ----- | ------------------------ |
| 1  | Inghilterra (bandiera) | P     | Anna Moorhouse           |
| 1  | Francia (bandiera)     | P     | Laëtitia Philippe        |
| 2  | Islanda (bandiera)     | A     | Svava Rós Guðmundsdóttir |
| 3  | Francia (bandiera)     | D     | Julie Thibaud            |
| 4  | Canada (bandiera)      | D     | Vanessa Gilles           |
| 6  | Francia (bandiera)     | C     | Charlotte Bibault        |
| 7  | Costa Rica (bandiera)  | A     | Melissa Herrera          |
| 8  | Paesi Bassi (bandiera) | C     | Sisca Folkertsma         |
| 9  | Portogallo (bandiera)  | A     | Mélissa Gomes            |
| 10 | Francia (bandiera)     | C     | Claire Lavogez           |
| 11 | Brasile (bandiera)     | A     | Amanda Gutierres         |
| 12 | Francia (bandiera)     | A     | Mickäella Cardia         |
| 13 | Brasile (bandiera)     | D     | Tainara                  |
| 13 | Stati Uniti (bandiera) | D     | Malia Berkely            |
| 14 | Francia (bandiera)     | C     | Inès Jaurena             |

| N. |                        | Ruolo | Calciatrice                |
| -- | ---------------------- | ----- | -------------------------- |
| 15 | Francia (bandiera)     | A     | Maëlle Garbino             |
| 16 | Francia (bandiera)     | P     | Myléne Chavas              |
| 17 | Francia (bandiera)     | D     | Ève Périsset               |
| 19 | Montenegro (bandiera)  | A     | Jelena Karličić            |
| 20 | Germania (bandiera)    | D     | Laura Stiben               |
| 21 | Francia (bandiera)     | C     | Ella Palis                 |
| 22 | Francia (bandiera)     | D     | Delphine Chatelin          |
| 23 | Francia (bandiera)     | D     | Andréa Lardez              |
| 24 | Francia (bandiera)     | D     | Marine Perea               |
| 25 | Paesi Bassi (bandiera) | A     | Katja Snoeijs              |
| 29 | Francia (bandiera)     | C     | Julie Dufour               |
| 28 | Canada (bandiera)      | D     | Paige Culver               |
| 30 | Francia (bandiera)     | P     | Romane Bruneau             |
| 33 | Francia (bandiera)     | D     | Fiona Liaigre              |
| 40 | Francia (bandiera)     | P     | Camille Capoulade Mercadie |

## Calciomercato

### Sessione estiva
| Acquisti | Acquisti         | Acquisti    | Acquisti      |
| R.       | Nome             | da          | Modalità      |
| -------- | ---------------- | ----------- | ------------- |
| P        | Myléne Chavas    | Digione     | definitivo    |
| D        | Paige Culver     | Soyaux      | definitivo    |
| D        | Marine Perea     | Soyaux      | fine prestito |
| A        | Sisca Folkertsma | Twente      | definitivo    |
| A        | Mélissa Gomes    | Stade Reims | definitivo    |
| A        | Melissa Herrera  | Stade Reims | definitivo    |

| Cessioni | Cessioni          | Cessioni            | Cessioni   |
| R.       | Nome              | a                   | Modalità   |
| -------- | ----------------- | ------------------- | ---------- |
| D        | Estelle Cascarino | Paris Saint-Germain | definitivo |
| C        | Ghoutia Karchouni | Inter               | definitivo |
| A        | Ouleymata Sarr    | Paris FC            | definitivo |
| A        | Khadija Shaw      | Manchester City     | definitivo |

### Sessione invernale
| Acquisti | Acquisti          | Acquisti              | Acquisti   |
| R.       | Nome              | da                    | Modalità   |
| -------- | ----------------- | --------------------- | ---------- |
| P        | Laëtitia Philippe | Soyaux                | prestito   |
| D        | Laura Stiben      | Eintracht Francoforte | definitivo |
| D        | Tainara           | Palmeiras             | definitivo |
| A        | Jelena Karličić   | Medkila               | definitivo |
| A        | Amanda Gutierres  | Santos                | definitivo |

| Cessioni | Cessioni                 | Cessioni            | Cessioni   |
| R.       | Nome                     | a                   | Modalità   |
| -------- | ------------------------ | ------------------- | ---------- |
| P        | Anna Moorhouse           | Orlando Pride       | definitivo |
| D        | Malia Berkely            | N. Carolina Courage | definitivo |
| D        | Paige Culver             | IFK Kalmar          | definitivo |
| D        | Vanessa Gilles           | Angel City          | definitivo |
| A        | Svava Rós Guðmundsdóttir |                     | svincolata |

## Risultati

### Division 1

#### Girone di andata
| Arbitro: | Laur |

|            |           |            |
| Condon 81’ | Marcatori | 45’ Gilles |

| Arbitro: | Guillot |

|                                                                       |           |  |
| Folkertsma 2’ Berkely 29’ Lardez 36’ Gomes 43’ Cardia 79’ Snoeijs 81’ | Marcatori |  |

| Arbitro: | Beyer |

|                   |           |                               |
| Snoeijs 3’ (rig.) | Marcatori | 83’ Piga 88’ (rig.) Grabowska |

| Arbitro: | Collin |

|  |           |           |
|  | Marcatori | 37’ Gomes |

| Arbitro: | Beyer |

|            |           |                                                          |
| Jaurena 3’ | Marcatori | 7’ Macario 26’ Majri 73’ (rig.) Mbock Bathy 87’ Egurrola |

| Arbitro: | Guillot |

|                                             |           |                        |
| Corboz 16’ Bussy 21’, 73’ Dumornay 46’, 53’ | Marcatori | 6’ Snoeijs 80’ Lavogez |

| Arbitro: | Collin |

|                                     |           |  |
| Garbino 13’ Lavogez 39’ Snoeijs 68’ | Marcatori |  |

| Arbitro: | Laur |

|           |           |                                    |
| Matéo 75’ | Marcatori | 4’ Gilles 22’ Gomes 90+5’ Périsset |

| Arbitro: | Collin |

|  |           |                      |
|  | Marcatori | 39’ (rig.) Petermann |

| Arbitro: | Benmahammed |

|           |           |                |
| Gomes 14’ | Marcatori | 44’ Oparanozie |

| Arbitro: | Beyer |

|               |           |  |
| Karchaoui 69’ | Marcatori |  |

#### Girone di ritorno
| Arbitro: | Benmahammed |

|  |           |                           |
|  | Marcatori | 3’ Snoeijs 90+2’ Périsset |

| Arbitro: | Gonçalves |

|                              |           |                   |
| Snoeijs 33’, 50’ (rig.), 66’ | Marcatori | 30’ (rig.) Corboz |

| Arbitro: | Gerbel |

|            |           |  |
| Malard 25’ | Marcatori |  |

| Arbitro: | Laur |

|                                       |           |  |
| Lavogez 33’ Herrera 52’ Garbino 90+1’ | Marcatori |  |

| Arbitro: | Beyer |

|  |           |                                    |
|  | Marcatori | 53’ Dufour 90’ Gomes 90+3’ Garbino |

| Arbitro: | Collin |

|                          |           |  |
| Kouassi 8’ Le Garrec 75’ | Marcatori |  |

| Arbitro: | Laur |

|                                      |           |  |
| Snoeijs 10’ Lavogez 59’ Périsset 77’ | Marcatori |  |

| Arbitro: | Benmahammed |

|  |           |                       |
|  | Marcatori | 15’ Snoeijs 32’ Gomes |

| Arbitro: | Gonçalves |

|                    |           |                                              |
| Huitema 76’ (aut.) | Marcatori | 14’, 51’, 87’ Diani 65’ Katoto 90+4’ Huitema |

| Arbitro: | Beyer |

|             |           |                                      |
| Herrera 20’ | Marcatori | 35’ (rig.), 43’ Thiney 45’, 82’ Sarr |

| Arbitro: | Benmahammed |

|  |           |              |
|  | Marcatori | 90+3’ Cardia |

### Coppa di Francia
| Arbitro: | Laur |

|  |           |                                            |
|  | Marcatori | 13’, 31’ Renard 24’ Marozsán 26’ Hegerberg |

### UEFA Women's Champions League

#### Qualificazioni

##### Primo turno
| Arbitro: | Viki De Cremer |

|                           |           |                        |
| Jaurena 37’ Berkely 90+4’ | Marcatori | 90+3’ (aut.) Moorhouse |

| Arbitro: | Jelena Cvetković |

|                                    |           |              |
| Herrera 10’ Gilles 20’ Snoeijs 43’ | Marcatori | 26’ Carlsson |

##### Secondo turno
| Arbitro: | Lorraine Watson |

|                                 |           |                        |
| Pajor 13’ Roord 19’ Janssen 60’ | Marcatori | 14’ Snoeijs 70’ Cardia |

| Arbitro: | María Dolores Martinez Madrona |

|                                   |                      |                         |
| Snoeijs 36’ Gomes 67’ Cardia 119’ | Marcatori            | 25’, 102’ Pajor         |
| Périsset Bilbault Folkertsma      | Tiri di rigore 0 – 3 | Oberdorf Pajor Doorsoun |

## Statistiche

### Statistiche di squadra
| Competizione     | Punti | In casa | In casa | In casa | In casa | In casa | In casa | In trasferta | In trasferta | In trasferta | In trasferta | In trasferta | In trasferta | Totale | Totale | Totale | Totale | Totale | Totale | DR |
| Competizione     | Punti | G       | V       | N       | P       | Gf      | Gs      | G            | V            | N            | P            | Gf           | Gs           | G      | V      | N      | P      | Gf     | Gs     | DR |
| ---------------- | ----- | ------- | ------- | ------- | ------- | ------- | ------- | ------------ | ------------ | ------------ | ------------ | ------------ | ------------ | ------ | ------ | ------ | ------ | ------ | ------ | -- |
| Division 1       | 35    | 11      | 5       | 1       | 5       | 23      | 18      | 11           | 6            | 1            | 4            | 15           | 11           | 22     | 11     | 2      | 9      | 38     | 29     | +9 |
| Coppa di Francia | -     | 1       | 0       | 0       | 1       | 0       | 4       | -            | -            | -            | -            | -            | -            | 1      | 0      | 0      | 1      | 0      | 4      | -4 |
| Champions League | -     | 3       | 3       | 0       | 0       | 8       | 4       | 1            | 0            | 0            | 1            | 2            | 3            | 4      | 3      | 0      | 1      | 10     | 7      | +3 |
| Totale           | -     | 15      | 8       | 1       | 6       | 31      | 26      | 12           | 6            | 1            | 5            | 17           | 14           | 27     | 14     | 2      | 11     | 48     | 40     | +8 |

### Andamento in campionato
| Giornata  | 1 | 2 | 3 | 4 | 5 | 6 | 7 | 8 | 9 | 10 | 11 | 12 | 13 | 14 | 15 | 16 | 17 | 18 | 19 | 20 | 21 | 22 |
| --------- | - | - | - | - | - | - | - | - | - | -- | -- | -- | -- | -- | -- | -- | -- | -- | -- | -- | -- | -- |
| Luogo     | T | C | C | T | C | T | C | T | C | C  | T  | T  | C  | T  | C  | T  | T  | C  | T  | C  | C  | T  |
| Risultato | N | V | P | V | P | P | V | V | P | N  | P  | V  | V  | P  | V  | V  | P  | V  | V  | P  | P  | V  |
| Posizione | 6 | 4 | 4 | 4 | 5 | 7 | 5 | 5 | 6 | 6  | 7  | 6  | 6  | 6  | 6  | 6  | 6  | 6  | 5  | 6  | 6  | 6  |

Legenda:

Luogo: C = Casa; T = Trasferta. Risultato: V = Vittoria; N = Pareggio; P = Sconfitta.

### Statistiche delle giocatrici
| Giocatore             | Division 1 | Division 1 | Division 1  | Division 1 | Coppa di Francia | Coppa di Francia | Coppa di Francia | Coppa di Francia | Champions League | Champions League | Champions League | Champions League | Totale   | Totale | Totale      | Totale     |
| Giocatore             | Presenze   | Reti       | Ammonizioni | Espulsioni | Presenze         | Reti             | Ammonizioni      | Espulsioni       | Presenze         | Reti             | Ammonizioni      | Espulsioni       | Presenze | Reti   | Ammonizioni | Espulsioni |
| --------------------- | ---------- | ---------- | ----------- | ---------- | ---------------- | ---------------- | ---------------- | ---------------- | ---------------- | ---------------- | ---------------- | ---------------- | -------- | ------ | ----------- | ---------- |
| A. Basser Drunet      | -          | -          | -           | -          | 1                | 0                | 0                | 0                | -                | -                | -                | -                | 1        | 0      | 0           | 0          |
| M. Berkely            | 9          | 1          | 0           | 0          | -                | -                | -                | -                | 4                | 0                | 0                | 0                | 13       | 1      | 0           | 0          |
| C. Bilbault           | 21         | 0          | 6           | 0          | -                | -                | -                | -                | 4                | 0                | 1                | 0                | 25       | 0      | 7           | 0          |
| R. Bruneau            | -          | -          | -           | -          | 1                | 0                | 0                | 0                | -                | -                | -                | -                | 1        | 0      | 0           | 0          |
| C. Capoulade Mercadie | 0          | 0          | 0           | 0          | -                | -                | -                | -                | -                | -                | -                | -                | 0        | 0      | 0           | 0          |
| M. Cardia             | 14         | 2          | 3           | 0          | 1                | 0                | 0                | 0                | 2                | 2                | 2                | 0                | 17       | 4      | 5           | 0          |
| D. Chatelin           | -          | -          | -           | -          | -                | -                | -                | -                | -                | -                | -                | -                | -        | -      | -           | -          |
| M. Chavas             | 14         | -17        | 0           | 0          | 1                | 0                | 0                | 0                | 1                | -1               | 0                | 0                | 16       | -18    | 0           | 0          |
| P. Culver             | 0          | 0          | 0           | 0          | -                | -                | -                | -                | 0                | 0                | 0                | 0                | 0        | 0      | 0           | 0          |
| J. Dufour             | 20         | 1          | 2           | 0          | 1                | 0                | 0                | 0                | 2                | 0                | 0                | 0                | 23       | 1      | 2           | 0          |
| S. Folkertsma         | 7          | 1          | 0           | 0          | -                | -                | -                | -                | 2                | 0                | 0                | 0                | 9        | 1      | 0           | 0          |
| M. Garbino            | 21         | 3          | 1           | 0          | 1                | 0                | 0                | 0                | 4                | 0                | 1                | 0                | 26       | 3      | 2           | 0          |
| V. Gilles             | 10         | 2          | 0           | 0          | -                | -                | -                | -                | 4                | 2                | 0                | 0                | 14       | 4      | 0           | 0          |
| M. Gomes              | 21         | 6          | 0           | 0          | 1                | 0                | 0                | 0                | 3                | 1                | 0                | 0                | 25       | 7      | 0           | 0          |
| S.R. Guðmundsdóttir   | 1          | 0          | 0           | 0          | -                | -                | -                | -                | 3                | 0                | 0                | 0                | 4        | 0      | 0           | 0          |
| A. Gutierres          | 3          | 0          | 1           | 0          | -                | -                | -                | -                | -                | -                | -                | -                | 3        | 0      | 1           | 0          |
| M. Haelewyn           | 1          | 0          | 0           | 0          | -                | -                | -                | -                | 0                | 0                | 0                | 0                | 1        | 0      | 0           | 0          |
| A. Herbert            | 0          | 0          | 0           | 0          | 1                | 0                | 0                | 0                | -                | -                | -                | -                | 1        | 0      | 0           | 0          |
| M. Herrera            | 9          | 2          | 0           | 0          | -                | -                | -                | -                | 3                | 1                | 0                | 0                | 12       | 3      | 0           | 0          |
| I. Jaurena            | 20         | 1          | 3           | 0          | -                | -                | -                | -                | 4                | 1                | 0                | 0                | 24       | 2      | 3           | 0          |
| J. Karličić           | 4          | 0          | 0           | 0          | -                | -                | -                | -                | -                | -                | -                | -                | 4        | 0      | 0           | 0          |
| A. Lardez             | 22         | 1          | 1           | 0          | 1                | 0                | 0                | 0                | 4                | 0                | 2                | 0                | 27       | 1      | 3           | 0          |
| C. Lavogez            | 19         | 4          | 6           | 0          | -                | -                | -                | -                | 4                | 0                | 1                | 0                | 23       | 4      | 7           | 0          |
| M. Legrand            | 1          | 0          | 0           | 0          | -                | -                | -                | -                | -                | -                | -                | -                | 1        | 0      | 0           | 0          |
| F. Liaigre            | 1          | 0          | 0           | 0          | -                | -                | -                | -                | -                | -                | -                | -                | 1        | 0      | 0           | 0          |
| C. Capoulade Mercadie | 0          | 0          | 0           | 0          | -                | -                | -                | -                | -                | -                | -                | -                | 0        | 0      | 0           | 0          |
| A. Moorhouse          | 4          | -3         | 0           | 0          | 1                | -4               | 0                | 0                | 4                | -9               | 0                | 0                | 9        | -16    | 0           | 0          |
| E. Palis              | 17         | 0          | 2           | 0          | 1                | 1                | ?                | ?                | 4                | 0                | 1                | 0                | 22       | 1      | 3+          | 0+         |
| M. Perea              | 11         | 0          | 0           | 0          | 1                | 0                | 0                | 0                | 0                | 0                | 0                | 0                | 12       | 0      | 0           | 0          |
| È. Périsset           | 18         | 3          | 2           | 0          | 1                | 0                | 0                | 0                | 4                | 0                | 0                | 0                | 23       | 3      | 2           | 0          |
| A. Pertus             | 0          | 0          | 0           | 0          | -                | -                | -                | -                | -                | -                | -                | -                | 0        | 0      | 0           | 0          |
| L. Philippe           | 4          | -5         | 0           | 0          | -                | -                | -                | -                | -                | -                | -                | -                | 4        | -5     | 0           | 0          |
| J. Roux               | 0          | 0          | 0           | 0          | 1                | 0                | 0                | 0                | -                | -                | -                | -                | 1        | 0      | 0           | 0          |
| L. Stiben             | 0          | 0          | 0           | 0          | -                | -                | -                | -                | -                | -                | -                | -                | 0        | 0      | 0           | 0          |
| Tainara               | 10         | 0          | 3           | 0          | -                | -                | -                | -                | -                | -                | -                | -                | 10       | 0      | 3           | 0          |
| J. Thibaud            | 11         | 0          | 1           | 0          | -                | -                | -                | -                | -                | -                | -                | -                | 11       | 0      | 1           | 0          |
| M. Seguin             | 1          | 0          | 0           | 0          | -                | -                | -                | -                | -                | -                | -                | -                | 1        | 0      | 0           | 0          |
| K. Snoeijs            | 21         | 10         | 0           | 0          | 1                | 0                | 0                | 0                | 4                | 3                | 1                | 0                | 26       | 13     | 1           | 0          |